# Marcus Ehning
Marcus Ehning (n. 19 aprilie 1974, Südlohn, Republica Federală Germania, Germania) este un sportiv german, medaliat olimpic. A participat la 2 ediții ale Jocurilor Olimpice (2000, 2012) în care a câștigat o medalie de aur.